# Галкино (Вышневолоцкий район)
Галкино — деревня в Вышневолоцком городском округе Тверской области России. До 2019 года входила в состав ныне упразднённого Есеновичского сельского поселения Вышневолоцкого муниципального района.

## География
Деревня находится в центральной части Тверской области, в зоне хвойно-широколиственных лесов, в пределах Вышневолоцкой низины, на левом берегу реки Ольховки, к северу от автодороги 28Н-0285, на расстоянии примерно 23 километров (по прямой) к юго-западу от Вышнего Волочка, административного центра округа. Абсолютная высота — 194 метра над уровнем моря.

### Климат
Климат характеризуется как умеренно континентальный, с относительно мягкой зимой и прохладным влажным летом. Средняя температура воздуха самого холодного месяца (января) — −9,5 — −10 °C; самого тёплого месяца (июля) — 17 — 17,5 °C. Безморозный период длится около 120 дней. Годовое количество атмосферных осадков составляет в среднем 550—600 мм, из которых большая часть (350—400 мм) выпадает в период с апреля по октябрь. Снежный покров держится в течение 140—150 дней.

### Часовой пояс
Деревня Галкино, как и вся Тверская область, находится в часовой зоне МСК (московское время). Смещение применяемого времени относительно UTC составляет +3:00.

## Население
| 2010 |
| ---- |
| 0    |